# Yawning Man
Yawning Man er et eksperimenterende rockband fra det sydlige Californien, USA. Bandet blev dannet i midten af 1980'erne og begyndte at spille koncerter i ørkenen uden for Los Angeles, hvor de prægede den gryende Desert Rock-scene.
Yawning Mans musikalske udtryk har ændret sig en hel del gennem tiden. Fra slut 80'erne til slut 90'erne spillede de en eksperimenterende blanding af jazz, fusion og punk musik under band-navnet The Sort of Quartet.

## Diskografi
Yawning Man har lavet musik og spillet koncerter siden midten af 1980'erne, men det var først i 2005, at et egentligt studiealbum under band-navnet Yawning Man udkom.
- Rock Formations (2005)
- Pot Head (2005) - en EP udgivelse.
- Nomadic Pursuits (2010)
- Historical Graffiti (2016)
- The Revolt Against Tired Noises (2018)
- Macedonian Lines (2019)

### Andre udgivelser
Yawning Man har indspillet albums med flere andre bands.
- Yawning Sons - Ceremony to the Sunset (2009)
I samarbejde med bandet Sons of Alpha Centauri[3]

Under bandnavnet The Sort of Quartet, er følgende albums udgivet:
- Planet Mammon (1995)
- Kiss Me Twice I'm Schitzo (1995)
- Bombas De Amor (1996)
- Victim a la Mode (1999)